# Helmut Arntz

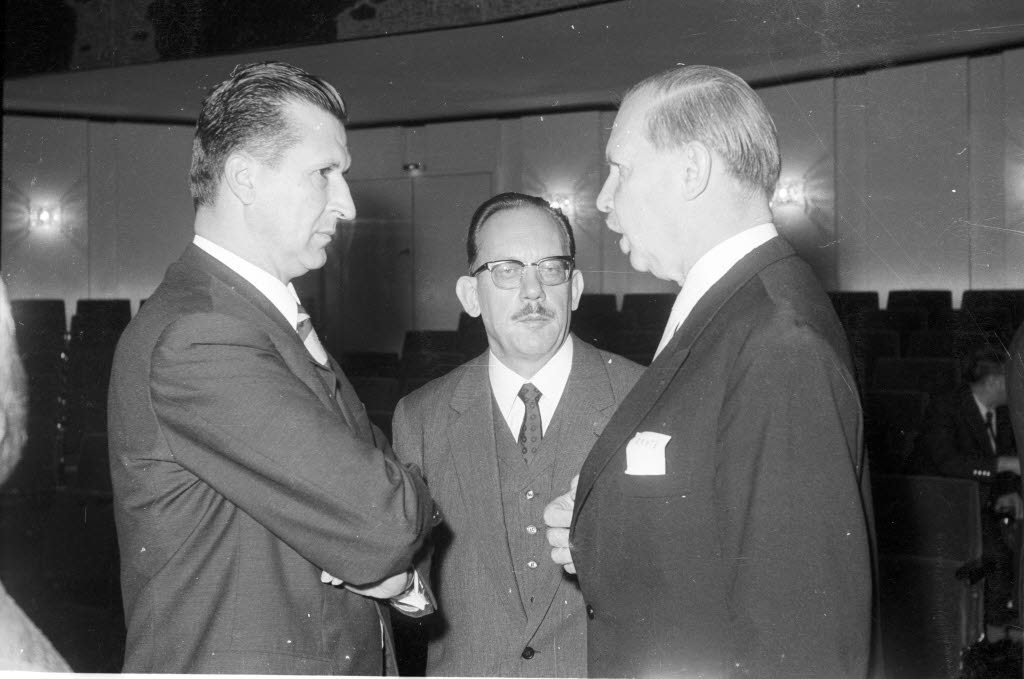
Helmut Arntz (rechts) bei einer Tagung 1967

Helmut Emil Richard Arntz (* 6. Juli 1912 in Bonn; † 31. Mai 2007 ebenda) war ein deutscher Indogermanist und Runologe. Nach dem Zweiten Weltkrieg arbeitete er von 1951 bis 1957 als Referent im Bundespresseamt. Lange Jahre stand er der Deutschen Gesellschaft für Dokumentation als Präsident vor. 1998 wurde ihm das Große Bundesverdienstkreuz verliehen.

## Leben

Handbuch der Runenkunde, 1944

Helmut Arntz studierte nach dem Abitur 1930 auf dem Realgymnasium in Honnef (heutiges Siebengebirgsgymnasium) vergleichende und germanische Sprachwissenschaft sowie Orientalistik in Köln und Gießen. Er promovierte 1933 bei Hermann Hirt über Sprachliche Beziehungen zwischen Arisch und Baltoslawisch. Darin orientierte er sich an einer These Hirts, wonach die balto-slawischen Sprachen der Gruppe der östlichen indo-arischen Sprachen zuzuordnen seien.

### Während des Nationalsozialismus
Mit dem Ziel einer Karriere im diplomatischen Dienst nahm Arntz anschließend ein Studium der Rechtswissenschaften in Bonn auf. Zugleich setzte er sein sprachwissenschaftliches Studium fort. 1935 brach er sein Jurastudium ab und habilitierte sich mit einer vergleichenden Studie zu germanischen Runen und keltischem Ogham. In Abgrenzung von Sprachwissenschaftlern wie Wolfgang Krause vertrat er dabei die These, die keltische Schrift sei germanischen Ursprungs. Zugleich publizierte er ein Handbuch der Runenkunde (1935). Er plädierte in der Frage der Herkunft und Ursprung der Runenschrift mit Carl Marstrander und Magnus Hammarström, dass das Futhark auf norditalisch-etruskische Alphabete zurückzuführen ist. Er stellte sich gegen die „mythische“ Runenkunde, wie sie etwa prominent von Herman Wirth und im Umfeld des Amtes Rosenberg betrieben wurde. Eine Stelle als Referent für deutsche Volksforschung bei der Deutschen Forschungsgemeinschaft (DFG), die er 1935 erhalten hatte, musste er nach Intervention von Hans Reinerth, einem Vertrauten Alfred Rosenbergs, noch im selben Jahr wieder aufgeben.
In der Folge geriet Arntz in erhebliche politische Schwierigkeiten. Im Dezember 1935 wurde er vor dem Sondergericht Hannover der „Heimtücke“ angeklagt, aber im Januar 1936 aus Mangel an Beweisen freigesprochen. Außerdem wurden Vorwürfe laut, Arntz sei nicht „rein arisch“, so dass der Heidelberger Verlag Winter die Publikation weiterer Bücher von ihm ablehnte. Er verlor ein Stipendium der DFG, verschaffte sich aber 1936 Fördermittel des Archäologischen Instituts des Deutschen Reiches. An der Universität Gießen baute er mit Geldern aus der Privatwirtschaft das Institut für Runenforschung auf, das im Oktober 1938 offiziell eingerichtet wurde. Angegliedert war ein Laboratorium für wissenschaftliche Photographie, mit dem Arntz sein Vorhaben umsetzen wollte, die älteren Runendenkmäler vollständig zu dokumentieren.
Arntz beantragte am 27. Mai 1937 die Aufnahme in die NSDAP und wurde rückwirkend zum 1. Mai desselben Jahres aufgenommen (Mitgliedsnummer 4.611.936). Er hatte sich bereits 1932 dem Wehrstahlhelm angeschlossen und war 1933 mit diesem in die SA überführt worden. In seinen Publikationen, insbesondere in der von ihm herausgegebenen Festschrift für Hermann Hirt (Germanen und Indogermanen. Volkstum, Sprache, Heimat, Kultur, 1936), zu der unter anderem auch Hans F. K. Günther beitrug, adaptierte er die nationalsozialistische Rassenlehre. Nach einer Bibliographie der Runenkunde (1937) begann er 1939 gemeinsam mit Hans Zeiss seine Gesamtdokumentation der germanischen Sprachdenkmäler mit Die einheimischen Runendenkmäler des Festlandes. Ebenso begann er die Publikation der Zeitschrift Runenberichte. Er wurde 1939 zum Dozenten an der Universität Gießen ernannt.
Wissenschaftlich geriet Arntz vor allem in Konkurrenz zu Wolfgang Krause, der sich an das Ahnenerbe der SS anlehnte. Wohl auch angesichts der fortgesetzten Vorwürfe meldete sich Arntz bei Kriegsbeginn 1939 freiwillig zur Wehrmacht und diente als Nachrichtenoffizier. Dadurch ruhte auch ein Parteigerichtsverfahren gegen ihn. Arntz wurde im Oktober 1939 zum Dozenten neuer Art ernannt und erhielt 1940 staatliche Fördermittel für sein Institut. Im Nebenamt arbeitete er 1940 als Lektor am Deutschen Institut in Paris. Nach einem positiven Gutachten Hans Steingers aus dem Stab des Stellvertreters des Führers galt Arntz nun politisch und fachlich als förderungswürdig. Das Amt Rosenberg stimmte 1942 seiner Ernennung zum außerordentlichen Professor in Gießen zu, wo er zugleich die Leitung des Seminars für indogermanische Sprachwissenschaft erhielt.

### Nach Kriegsende
Nach der Entlassung aus der Kriegsgefangenschaft erhielt Arntz 1947 zunächst eine Gastprofessur für Schriftgeschichte in Köln, die er bis 1951 wahrnahm. 1948 nahm er an der Tagung der Deutschen Gesellschaft für Dokumentation (DGD) teil. Er wurde stellvertretender Vorsitzender und 1961 schließlich Präsident der DGD, 1972 auch Präsident der Fédération Internationale de Documentation. Von 1951 bis 1957 arbeitete er als Referent für fremdsprachliche Publikationen im Presse- und Informationsamt der Bundesregierung in Bonn. Im selben Jahr erhielt er wegen angeblicher Verfolgung während des Nationalsozialismus als Wiedergutmachung eine zum 5. April 1940 rückwirkende Ernennung zum ordentlichen Professor in Gießen. Er publizierte kaum noch zur Sprachwissenschaft. Zuletzt beschäftigte er sich mit den Flurnamen in Bad Honnef. Als Neffe des Architekten Wilhelm Kreis verwaltete Arntz in der elterlichen Villa Burg Arntz auch dessen Nachlass im Wilhelm-Kreis-Archiv, das er 2005 dem Historischen Archiv der Stadt Köln übergab. Er wurde auf dem Neuen Friedhof in Bad Honnef beigesetzt.

## Schriften
- Sprachliche Beziehungen zwischen Arisch und Baltoslawisch. Winter, Heidelberg 1933.
- Handbuch der Runenkunde. Niemeyer, Halle/Saale 1935.
- Die Runen. Schramm, Tübingen 1936.
- Ergebnisse der Kulturhistorie und Anthropologie. Winter, Heidelberg 1936.
- Ergebnisse der Sprachwissenschaft. Winter, Heidelberg 1936.
- Bibliographie der Runenkunde. Harrassowitz, Leipzig 1937.
- Christliche deutsche Runendenkmäler. Leipzig 1938.
- Die Runenschrift. Ihre Geschichte und ihre Denkmäler; mit 31 Taf. Niemeyer, Halle 1938.
- mit Hans Zeiss: Die einheimischen Runendenkmäler des Festlandes. Harrassowitz, Leipzig 1939.
- Runen-Schrift. Sinnbilder. Lehrmittelverl. Rausch, Nordhausen 1940.
- Handbuch der Runenkunde. 2. Auflage. Niemeyer, Halle/Saale 1944; Reprint Edition Lempertz, Leipzig 2007, ISBN 978-3-939908-07-4.
- Die Menschenverluste der beiden Weltkriege. In: Universitas: Orientierung in der Wissenswelt. 1953.
- Die Menschenverluste im Zweiten Weltkrieg. In: Bilanz des Zweiten Weltkrieges: Erkenntnisse und Verpflichtungen für die Zukunft. 1953, S. 439–447.
- Das Buch vom deutschen Sekt. Hrsg. vom Verband deutscher Sektkellereien e. V. Wiesbadener Graphische Betriebe in Komm, Wiesbaden 1956.
- Facts about Germany. Sketches: Heinz Schubert. Verlag Volk und Heimat, München 1956.
- Tatsachen über Deutschland. Verlag Volk und Heimat, München 1957.
- mit F. A. Cornelssen: Das kleine Weinlexikon. Dt. Weinwerbg, Mainz 1958.
- Deutschland stellt sich vor. Presse- u. Informationsamt d. Bundesregierung, Bonn 1959.
- Die Bundesrepublik Deutschland. Ausstellungs- u. Messeausschuß d. deutschen Wirtschaft, Köln 1960.
- Deutschland auf einen Blick. 2. Auflage. Presse- u. Informationsamt d. Bundesregierung, Bonn 1961.
- Chronik der ältesten Rheinischen Sektkellerei Burgeff and Co, Hochheim am Main zum 125jährigen Bestehen. Graph. Betriebe, Wiesbaden 1962.
- Der Name Honnef. In: August Haag (Hrsg.): Bad Honnef am Rhein. Beiträge zur Geschichte unserer Heimatgemeinde anläßlich ihrer Stadterhebung vor 100 Jahren. Verlag der Honnefer Volkszeitung, Bad Honnef 1962, S. 15–20.
- Regierung Adenauer. Steiner, Wiesbaden 1963.
- Dokumentation über Deutschland. Auswahl amtlicher und von amtlicher Seite geförderter Publikationen. 2. Auflage. Steiner, Wiesbaden 1964.
- Deutsche Dokumentation im internationalen Wettbewerb. Vortrag. In: Nachrichten für Dokumentation: nfd; Zeitschrift für Informationswissenschaft und -praxis; Mitteilungsblatt des Normenausschusses Bibliotheks- und Dokumentationswesen im DIN, Deutsches Institut für Normung e. V., des VDD – Berufsverband Information, Dokumentation, Kommunikation e. V. und der Arbeitsgemeinschaft der Spezialbibliotheken (ASpB). 18, Nr. 6, 1967, S. 219–224.
- Die internationale Organisation der Information. Weltweite Informationsdienste. In: Nachrichten für Dokumentation : nfd ; Zeitschrift für Informationswissenschaft und -praxis ; Mitteilungsblatt des Normenausschusses Bibliotheks- und Dokumentationswesen im DIN, Deutsches Institut für Normung e. V., des VDD – Berufsverband Information, Dokumentation, Kommunikation e. V. und der Arbeitsgemeinschaft der Spezialbibliotheken (ASpB). 22, Nr. 2 1971, S. 78–83.
- Das kleine Sektlexikon. Seewald, Stuttgart 1974, ISBN 3-512-00360-5.
- Weinbrenner. Die Geschichte vom Geist des Weines. Seewald, Stuttgart 1975.
- Weinbrand. Wasser d. Lebens. Lübbe, Bergisch Gladbach 1978, ISBN 3-404-00889-8.
- Das Brennzeug. Destilliergerät u. Fachsprache in frühneuhochdt. Zeit. Gesellschaft für Geschichte des Weines, Wiesbaden 1985.
- Frühgeschichte des deutschen Sektes. Ges. für Geschichte d. Weines, Wiesbaden 1987.
- Die Branntweinbesteuerung in Brandenburg-Preussen bis zur Beseitigung der Régie (1787). Ges. für Geschichte des Weines, Wiesbaden 1989.
- Die Brenner vor der Obrigkeit. Ges. für Geschichte des Weines, Wiesbaden 1992.
- Die Geschichte der Sektkellerei Kloss & Foerster 1856–1948, Rotkäppchen 1948–1994. Ges. für Geschichte des Weines, Wiesbaden 1994.
- Von Sektmarken, Champagnefamilien und der Trinkkultur. Ges. für Geschichte des Weines, Wiesbaden 1995 (DNB 944847617).
- (unter Mitarbeit von Adolf Nekum): Urkataster und Gewannen: am Beispiel der Gemeinde Honnef 1824/1826 (= Heimat- und Geschichtsverein „Herrschaft Löwenburg“ e. V.: Studien zur Heimatgeschichte der Stadt Bad Honnef am Rhein, Heft 13, Bad Honnef 2000; Gesellschaft für Geschichte des Weines|Gesellschaft für Geschichte des Weines e. V.: Schriften zur Weingeschichte, ISSN 0302-0967, Nr. 133, Wiesbaden 2000).

Herausgeber
- Germanen und Indogermanen. Volkstum, Sprache, Heimat, Kultur. Festschrift für Hermann Hirt. Winter, Heidelberg 1936.
- Berichte zur Runenforschung (Bd. 1, H. 23 ff Runenberichte). Harrassowitz, Leipzig 1939.
- Deutschland heute. Hrsg. vom Presse- u. Informationsamt d. Bundesregierung. Mit e. Geleitw. von Konrad Adenauer. 4. Aufl. Wiesbadener Graph. Betriebe, Wiesbaden 1955.